# Gausfred III. (Roussillon)
Gausfred III. († 1164) war ein Graf von Rosselló (Roussillon). Er war ein Sohn von Graf Girard I. und dessen Frau Agnes.
Gausfred heiratete im Jahr 1110 Ermengarde „Trencavella“, die Tochter des Vizegrafen Bernard Aton IV. von Béziers-Carcassonne aus dem Haus Trencavel. Nach der Ermordung des Vaters 1113 konnte Gausfred diesem als Graf nachfolgen.
Neben seiner Ehe führte Gausfred ein Konkubinat mit einer namentlich nicht bekannten Frau. Mehrere Jahre lang bemühte er sich bei den Päpsten Eugen III., Hadrian IV. und Alexander III. um die Annullierung seiner Ehe und Legitimierung seiner Kinder aus dem Konkubinat. Alle Päpste wiesen dieses Ersuchen zurück und verwiesen dabei auf die Rechtmäßigkeit seiner Ehe mit Trencavella und damit die Legitimität ihres gemeinsamen Sohnes Girard II. Am 24. Februar 1164 verfasste Gausfred sein Testament.

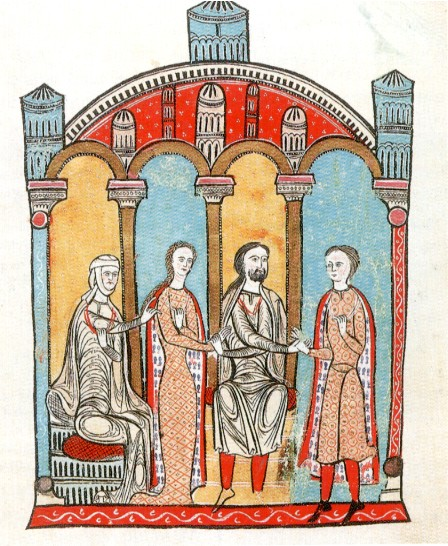
Die Verheiratung Gausfreds III. mit Ermengarde Trencavella, dargestellt im Liber feudorum maior, 12. Jahrhundert, …
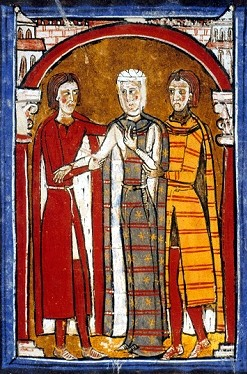
und im Liber feudorum ceritaniae, 13. Jahrhundert.